# اینترستیت ایرلاینز
اینترستیت ایرلاینز (به انگلیسی: Interstate Airlines) یک شرکت هواپیمایی با کد یاتا I4 است که در ۲۰۰۵ میلادی تأسیس شده‌است. دفتر مرکزی اینترستیت ایرلاینز در ماستریخت واقع شده‌است.